# اريك بيرسون
اريك بيرسون (بالسويدية: Eric Persson)‏ هو موظف ‏ سويدي، ولد في 19 أبريل 1898 في Västra Skrävlinge församling ‏ في السويد، وتوفي في 9 يونيو 1984 في  في السويد.